# Grotrian (cráter)
Grotrian es un cráter de impacto que se encuentra en el hemisferio sur de la cara oculta de la Luna. Se encuentra al norte de la gran llanura amurallada del cráter Schrödinger, dentro de su manto exterior de material eyectado. La larga formación del Vallis Planck comienza justo al norte de Grotrian, continuando hacia el norte-noroeste en dirección hacia el cráter Pikel'ner.
La pared exterior de este cráter es de forma casi circular, con sólo un pequeño cráter que atraviesa el brocal en su lado sur, rompiendo su simetría. Las superficies interiores forman pendientes relativamente suaves que continúan hasta el material depositado en la parte inferior. Además del impacto antes mencionado y un pequeño cráter en el extremo norte del borde, esta formación no ha sido erosionada significativamente por impactos posteriores.

## Cráteres satélite
Por convención estos elementos son identificados en los mapas lunares poniendo la letra en el lado del punto medio del cráter que está más cerca de Grotrian.
|          | \| Grotrian \| Coordenadas \| Diámetro \| \| -------- \| ------------------------------- \| -------- \| \| X \| 64°30′S 125°30′E / -64.5, 125.5 \| 20 km \| · Grotrian |          |
| Grotrian | Coordenadas | Diámetro |
| X        | 64°30′S 125°30′E / -64.5, 125.5 | 20 km    |